# Zygothrica triscutellaris
Zygothrica triscutellaris är en tvåvingeart som beskrevs av Prigent 2006. Zygothrica triscutellaris ingår i släktet Zygothrica och familjen daggflugor. Inga underarter finns listade i Catalogue of Life.